# John Macadam
Pour les articles homonymes, voir John McAdam.
John Macadam est un chimiste, un médecin et un enseignant australien d’origine écossaise, né en mai 1827 à Northbank, près de Glasgow et mort le 2 septembre 1865 durant un voyage en mer entre l'Australie et la Nouvelle-Zélande.

## Biographie
Il étudie la chimie à l’université Andersonian et à l’université d’Édimbourg avant de se tourner vers la médecine à Glasgow. En 1855, il se rend à Melbourne, où il devient le premier conférencier à enseigner à l’école de médecine de l’université de la ville. Il commence ses conférences de chimie le 3 mars 1862. Il meurt quelques années plus tard en 1865, des suites d'une pleurésie,. Sa tombe se trouve dans le cimetière général de Melbourne.
Son disciple Ferdinand von Mueller (1825-1896) nomme le genre Macadamia en son honneur. La noix de l'une des espèces, le noyer du Queensland, est la célèbre noix de macadamia.

## Sources
- (en) Cet article est partiellement ou en totalité issu de l’article de Wikipédia en anglais intitulé « John Macadam » (voir la liste des auteurs).